# Mel & Kim
Mel and Kim var en britisk popduo bestående af søstrene Melanie og Kim Appleby. De opnåede stor succes i årene mellem 1986 og 1988 før Melanie blev alvorligt syg med kræft.
Debutsinglen "Showing Out (Get Fresh at the Weekend)" udkom i 1986. Debutalbummet F.L.M. udkom i 1987. Albummet blev gruppens eneste.
Kim forsøgte efter gruppens opbrud at lancere en solokarriere. I 1990 udkom albummet Kim Appleby.
| Musikgruppe | Spire Denne artikel om en britisk musikgruppe er en spire som bør udbygges. Du er velkommen til at hjælpe Wikipedia ved at udvide den. |